# Charles Beauverie
Pour les articles homonymes, voir Beauverie.

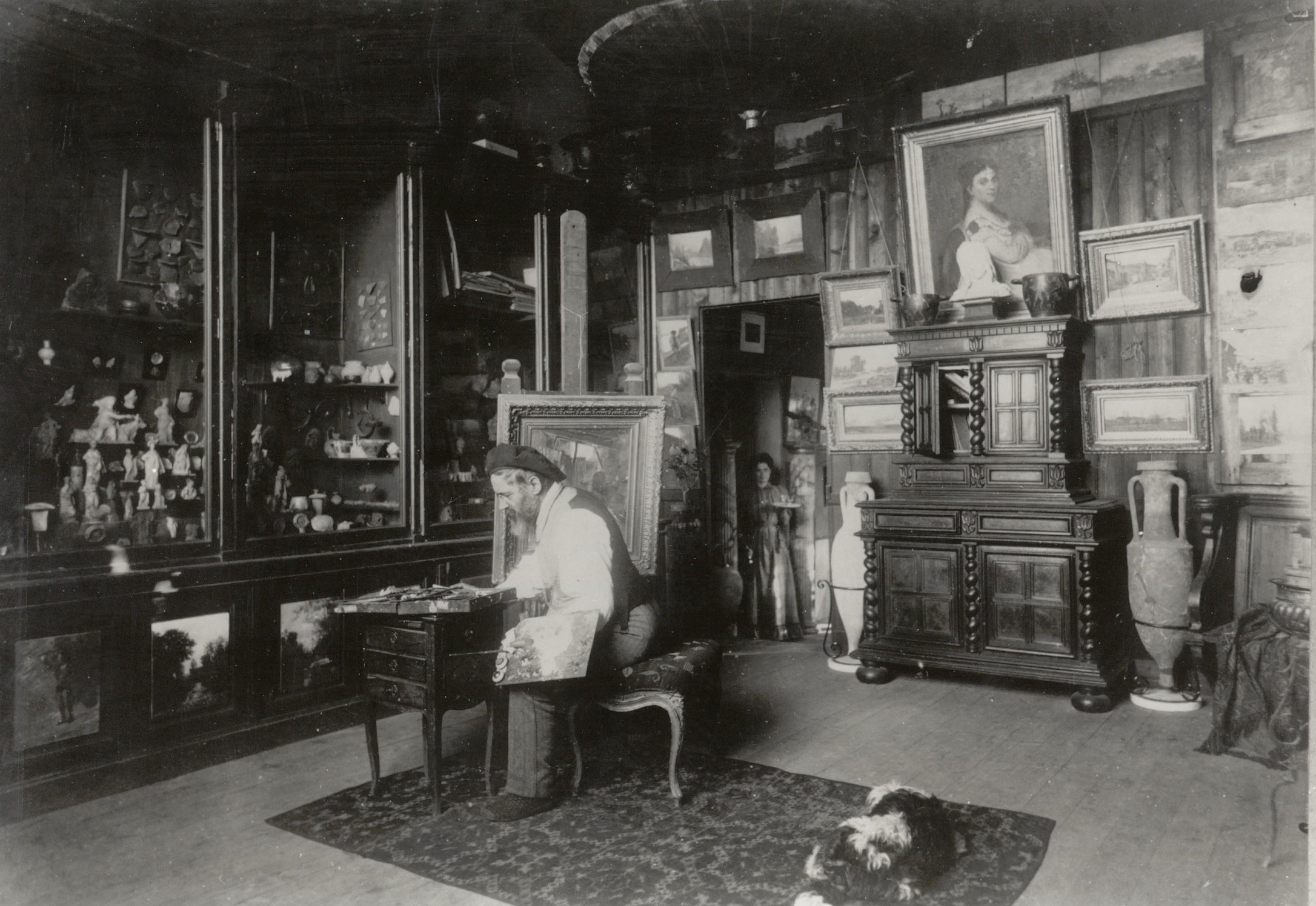
Charles Beauverie dans son atelier et cabinet de curiosité de Poncins, en octobre 1896

Charles Beauverie né le 17 septembre 1839 à Lyon (Rhône) et mort le 5 mars 1923 à Poncins (Loire) est un peintre, graveur et illustrateur français de l'École de Barbizon.

## Biographie
Charles-Joseph Beauverie est le troisième enfant du maître charpentier et compagnon du Tour de France, Antoine Beauverie, et de Françoise Charnay, son épouse. Il fait des études secondaires à Lyon, puis est admis en 1855 comme élève de l'École impériale des beaux-arts de Lyon pour y apprendre le dessin de fabrique des soieries de Lyon dans l'atelier de gravure de Louis Guy. Il n'y fait qu'un bref passage et son père le fait entrer chez un quincaillier de ses amis.
Il illustre quelques ouvrages de son frère, Jean-Étienne Beauverie.
Charles Joseph Beauverie s'installe à Paris où il entre dans l'atelier de Charles Gleyre à l'École des beaux-arts. Il débute au Salon de 1864.
Le 26 septembre 1868, il épouse Marie-Clotilde Giraud à Villeurbanne. Ils s'installent à Montmartre et y achètent une maison en 1883, au no 19 rue Gabrielle, de 1868 à 1904.
Entre 1874 et 1878, Beauverie travaille à Auvers-sur-Oise pour l'imprimeur-éditeur Alfred Cadart (1828-1875), à qui il fournit de nombreuses planches pour L'Illustration nouvelle (18 pièces de 1868 à 1881) et L'Eau forte en… (sept pièces de 1874 à 1881). Il fait la connaissance du docteur Gachet. Il réalise des gravures représentant des villages et des chaumières des alentours de Pontoise à Auvers-sur-Oise.
Entre 1872 et 1880, il peint à Auvers-sur-Oise, il y est reçu par Daubigny et le docteur Gachet. Il peint également en Bretagne, à Fontainebleau, et dans la vallée de Chevreuse
Il découvre le Forez par son ami Félix Thiollier, dont il fait des dessins et des gravures de ses photographies, certains ayant servi à illustrer l'ouvrage Le Forez pittoresque et monumental. Il est membre de l'Amicale des Foréziens de Paris en 1886. Également graveur d'interprétation, il reproduira sur le cuivre des toiles de Jean-François Millet.
Dès 1885, Charles Beauverie rencontre des jours sombres. Son père Antoine, décède en juin et le jour de l’enterrement, la femme de Charles est subitement atteinte de paralysie. Pour qu’elle puisse se reposer, les médecins lui préconisent un séjour à la campagne et le couple est accueilli chez des amis, Les Wolf à la Bréassière (La Fouillouse – Loire). Un an plus tard, sa santé ne s’améliorant pas, ils s’installent à Précivet (Poncins – Loire) chez Félix Thiollier. En 1888, ils achètent une maison à Poncins qu’ils surnomment la « Poncinette ». Il commence à peindre énormément de paysages du Forez. À partir de 1893, pour assister sa femme, il engage Mlle Victorine Hegner (1868 – 1914), une gouvernante. Malheureusement, Marie-Clotilde, restée paralysée pendant près de 10 ans, meurt en février 1894, laissant son mari seul avec la gouvernante. Bien que jeune, Victorine a le souci de la respectabilité et n’hésite pas à obliger Monsieur à décrotter ses souliers avant d’entrer.
Très sociable, sincère et joyeux compagnon, il est vite apprécié de ses concitoyens ligériens et rejoint de nombreuses associations. Il intègre également des groupes d’érudits. Ainsi, grâce à ses qualités de lettré, il est admis au petit groupe stéphanois et forézien très fermé du « cénacle des Pingouins » dont fait partie son ami Félix Thiollier. Ces érudits se réunissent régulièrement pour discuter de l’actualité artistique et littéraire, mais aussi pour s’amuser. En mai 1895, il est nommé chevalier de la Légion d'honneur.

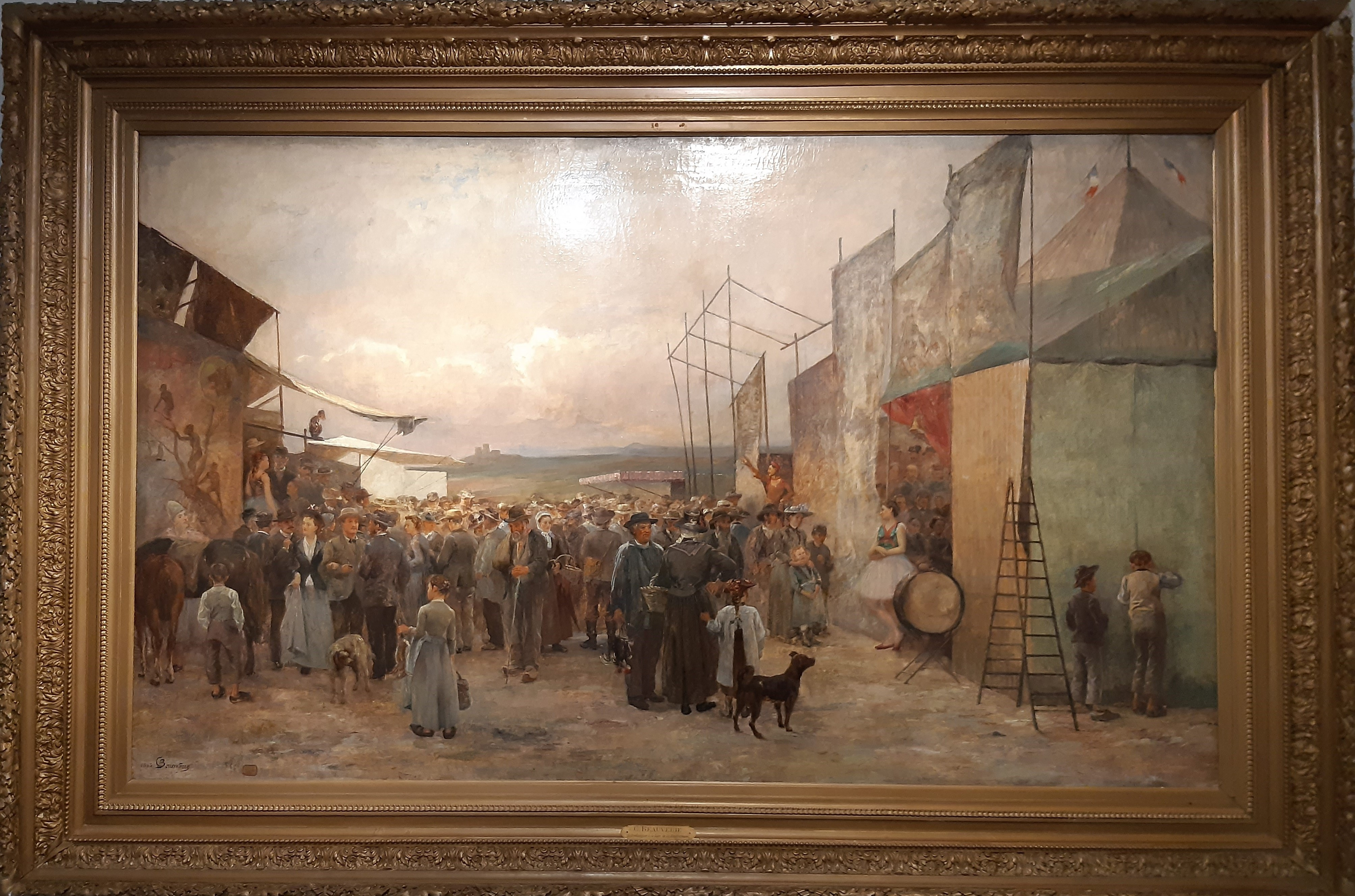
Saltimbanques à la foire de la Boutheresse, 1893, huile sur toile, inv. 28.1.54, Musée de Feurs

Passionné par l’archéologie et s’intéressant aux fouilles, notamment dans la région et autour de Feurs, Beauverie adhère également à la Diana : la Société historique et archéologique de Montbrison (Loire) en 1897. Il collabore à l’édition de son bulletin et réalise plusieurs communications à propos de ses découvertes personnelles, qu’il illustre de dessins précis. Pour les connaissances scientifiques, il s’en remet à ses amis Félix Thiollier, Joseph Déchelette (1862-1914) : archéologue, conservateur du musée de Roanne et membre de la Diana et Eleuthère Brassart (1850-1920) : maître-imprimeur, directeur du Journal de Montbrison - secrétaire de la Diana - adjoint au Maire de Montbrison.
Au fil des années, Beauverie constitue sa propre collection de silex et d’objets archéologiques en les achetant à des paysans. D’après M. Louis Magat (1894 - 1987), berger à cette époque, Beauverie payait les silex de 5 à 10 centimes de Francs, selon leurs grosseurs. On raconte qu’un berger aurait jeté son panier dans le Lignon car Beauverie n’aurait pas donné la somme promise.

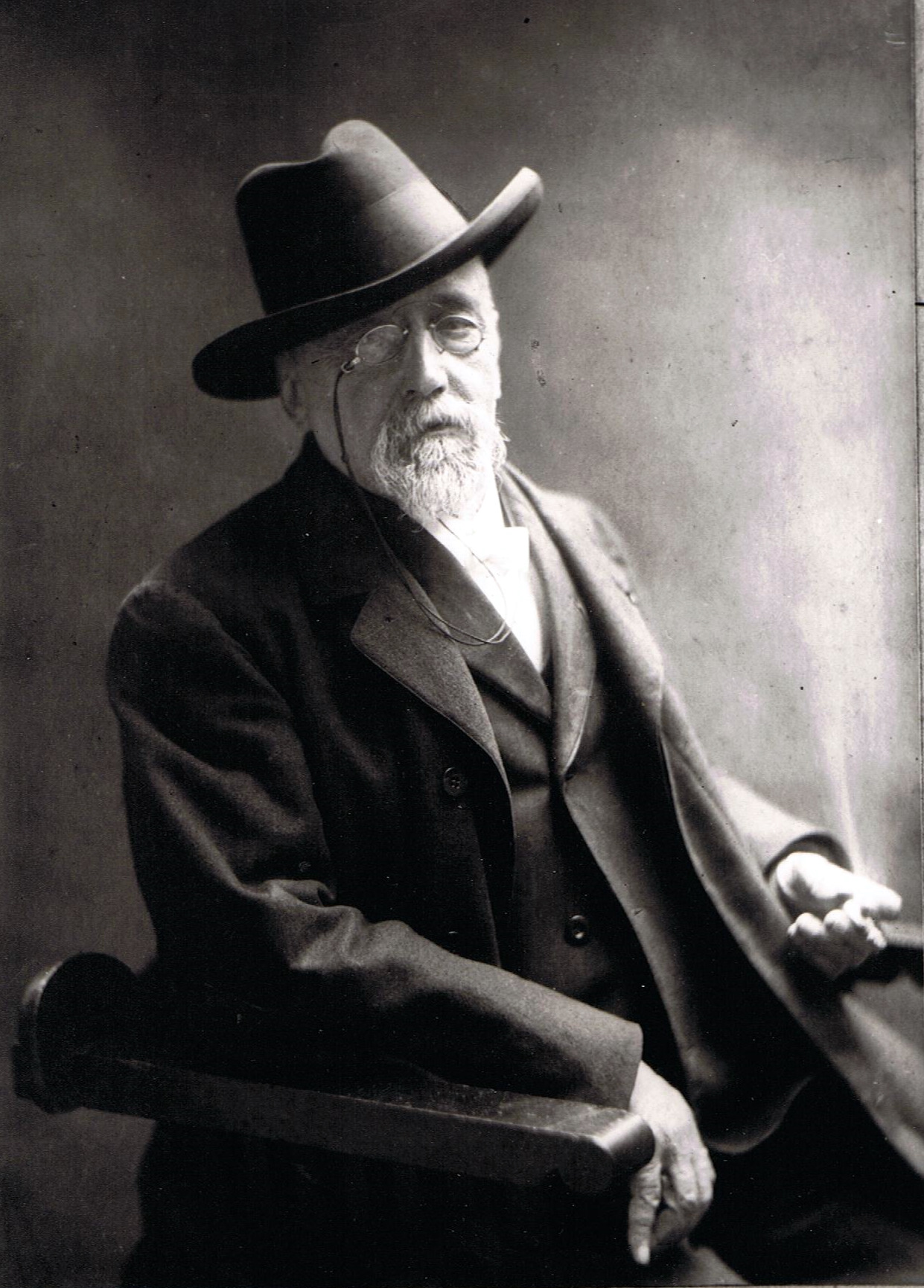
Charles Beauverie à l'âge de 75 ans

Très fier de ses découvertes, il mène les visiteurs de la Poncinette directement dans son cabinet de curiosité où sont rassemblées ses meilleures pièces. Cependant, s’il accepte des critiques sur sa peinture, on dit qu’il est possible de le faire bondir en s’attaquant à ses collections.
A la fin de sa vie, Beauverie se voit dans l’obligation de prendre à son service une jeune paysanne de la ferme voisine, Jeanne Reynaud (1897 - 1988) car Victorine, malade, a besoin d’aide. En 1914, après de nombreuses années de service, Victorine décède. Jeanne rêve alors de partir car la prise en charge de Beauverie, âgé et malade, lui fait peur. Charles la supplie de rester et elle le veillera jusqu’à sa mort en 1923. Il est enterré au cimetière de sa ville d'adoption : Poncins.

## Collections publiques

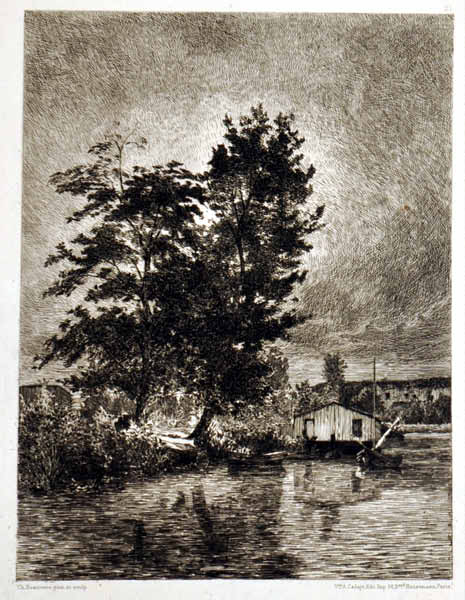
Auvers-sur-Oise (Bateau lavoir à Auvers) (vers 1870), estampe.

### États-Unis
- Chicago, Art Institute of Chicago : L'Auberge du Soleil levant, gravure

### France
- Amiens, musée de Picardie : Ecluse d'Optevoz, après la pluie, 1884
- Auvers-sur-Oise, musée Daubigny :
  - Les gardiennes d'oies, huile sur bois
  - Bords de l'Oise près d'Auvers, huile sur toile
  - Canotier au bord de l’Oise, 1879, huile sur toile
- Beauvais, musée départemental de l'Oise : Le Matin sur les bords de l'Oise, 1874, huile sur toile[5]
- Carcassonne, musée des Beaux-Arts: Matinée brumeuse sur l'Oise, huile sur toile
- Clermont-Ferrand, musée d'Art Roger-Quilliot : La Foire aux cochons à Poncins, 1895, huile sur toile[6]
- Dijon, musée des Beaux-Arts: Paysanne portant une hotte (titre factice), dessin à la plume encre brune
- Feurs, musée de Feurs :
  - Les murailles de Crémieu, 1859, dessin
  - Escalier du château Laroche-Lambert, 1868, eau-forte
  - Escaliers des appartements du Préfet à l’Hôtel de Ville de Paris, après l’incendie, 1874, eau-forte
  - L'Oise à Auvers-sur-Oise, 1874-1880, huile sur toile
  - La Loire à St Just ou La Pira Benaetz (La Pierre Bénie), 1879, eau-forte
  - Chaumière à Valhermey, 1879, eau-forte
  - Ravin de la Bréassière, 1885, huile sur toile
  - Coin de foire à Poncins, 1885, huile sur toile
  - La "Moula de le Pouma" (écrase-pommes), 1886, huile sur toile
  - Ferme dans les Hautes Chaumes (ou Vue sur les Monts du Forez), 1888-1920, huile sur panneau
  - La Charrette de foin, 1888-1923, huile sur toile
  - Portrait de Jean-Étienne Beauverie, 1889, eau-forte
  - Les Bords du Lignon, 1889, huile sur toile
  - Sa Terre ! , 1890, eau-forte
  - Saltimbanques à la foire de la Boutheresse, 1893, huile sur toile
  - Voile à bâbord, 1900-1910, huile sur bois
  - Voile à tribord, 1900-1910, huile sur bois
  - Voiles au loin, 1900-1910, huile sur bois
  - Temps gris, 1900-1910, huile sur bois
  - Un canal aux Martigues, 1902, aquarelle
  - Ferme de La Ciotat, 1904, huile sur toile
  - Le Planteur de pommes de terre, 1906, eau-forte
  - Assiette de fraises, 1914-1920, huile sur bois
  - Pommes et poires, 1914-1920, huile sur toile
  - Branche de cerises, 1914-1920, huile sur bois
  - Autoportrait au feutre noir, vers 1920, huile sur toile collée sur carton
- Loches, musée Lansyer :
  - Ruines de l'hôtel de ville, escalier de l'appartement du préfet, juin 1871, 1871, eau-forte
  - Chapelle des Tuileries, après l'incendie, 1870, eau-forte
- Le-Puy-en-Velay, musée Crozatier :
  - La réserve St Jean à La Ciotat, 1902
  - Le Herseur, 1885, eau-forte
  - Beauverie à son chevalet, hiver 1901-1902, photographie
- Lyon, musée des Beaux-Arts de Lyon :
  - Ramiers sur le Lignon, 1894, huile sur toile
  - Lever de lune dans le Dauphiné, 1877, huile sur toile
- Montbrison, musée d'Allard : La Porte du fort à Sury-le-Comtal, dessin
- Paris, musée Carnavalet: 
  - Ruines de l'hôtel de ville, escalier de l'appartement du préfet, juin 1871, 1871, eau-forte
  - Rue des rosiers à Montmartre, 1875, eau-forte
  - Sa Terre !, eau-forte
  - Une barricade de Montmartre, rue Lepic, 1871, lavis
  - Ruines des Tuileries, vue prise du vestibule du grand escalier, 1871, dessin
  - Ruines des Tuileries, le Portique, 1871, dessin
  - Ruines des Tuileries, entrée du palais du côté du jardin, 1871, dessin
- Paris, musée Rodin :
  - Ruines de l'hôtel de ville, escalier de l'appartement du préfet, juin 1871, 1871, eau-forte
  - La Pira Benaetz (Loire), 1879, eau-forte
- Périgueux, musée d'art et d'archéologie du Périgord: Bords de rivière (titre factice), huile sur toile
- Pommiers, Association les Amis du Vieux Pommiers : Intérieur forézien, vers 1890, huile sur toile[6].
- Poncins, mairie : La gardeuse d'oies, 1922
- Pontoise, Musée d’Art et d’Histoire Pissarro-Pontoise : La Vieille Route. Auvers, eau-forte
- Roanne, musée Joseph Déchelette :
  - Arrivée au marché aux cerises à Poncins, huile sur toile, 1892
  - Paysage
  - Les trèfles rouges
  - Le chemin, neige
  - Bords de l'Oise
- Saint-Galmier, hôtel de ville :
  - Le marché du lundi, place des Roches
  - Les courses à St-Galmier, 1906
- Saint-Étienne, musée d'Art moderne et contemporain :
  - La Loire près de Grangent, 1882
  - Rue des rosiers à Montmartre, 1875, eau-forte
  - La vallée d'Optevoz, huile sur bois
  - La pira benaetz à Saint Just sur Loire, 1881, huile sur toile
  - La Récolte de pommes de terre, 1882, huile sur toile
  - Le bécheur, 1891, huile sur toile
  - Pêche d'étang à Mornand, 1889, huile sur toile

- Saint-Étienne, maison des avocats :
  - Les Quais du Vizézy à Montbrison, 1894
  - Canal à Rive-de-Gier, 1894
- Saint-Just-Saint-Rambert, musée des Civilisations - Daniel Pouget :
  - Ravin de la Bréassière, 1885, huile sur toile
  - Vieux pont romain à St-Just, huile sur toile
- Strasbourg, musée d'Art moderne et contemporain : Cour de ferme en hiver, eau-forte[7]
- Tours, musée des Beaux Arts : Etang du Viveray, 1880, huile sur toile
- Villefranche-sur-Saône, musée Paul-Dini : Les bords de l'Oise (titre factice), 1872-1885, huile sur toile

### Pays-Bas
- Amsterdam, Rijksmuseum :
  - La vieille route à Auvers, 1881, eau-forte
  - Paysage avec vaches qui boivent et paissent (Titre factice), eau-forte
  - Rue des rosiers à Montmartre, 1875, eau-forte
  - L'Auberge du Soleil levant, 1878, eau-forte
  - Les communaux de Gissencourt (Eure), 1879, eau-forte
  - Bateau lavoir à Auvers, 1877, eau-forte
  - Chaumière à Valhermey (Seine et Oise), 1880, eau-forte
  - À Médan près Poissy, 1876, eau-forte

### Illustrations
- Jean Étienne Beauverie, Poèmes bibliques et évangéliques, 1889.
- Jean Poinat, Compagnie des avoués près le tribunal civil de Saint-Étienne, Trois toasts, Montbrison, Imprimerie de E.Brassart, 1891, 18 p.

## Salon
- 1874 : Le Matin sur les bords de l'Oise
- 1877 : Lever de lune dans le Dauphiné
- 1881 : Cueilleuses de pois à Auvers
- 1890 : Pêche à l'étang
- 1893 : Saltimbanques à la foire de la Boutheresse

## Expositions
- 1883 : exposition collective à Issoire[8]
- Du 16 février au 23 mai 1993: Musée d'Allard à Montbrison, « Charles Beauverie ».
- Du 23 mars au 9 septembre 1996: écomusée des Monts du Forez à Usson-en-Forez, « Collection privée, le Forez ».
- Du 22 juin au 22 octobre 2006: Musée d'art et d'industrie de Saint-Étienne, exposition collective « L'artiste au XIXe siècle - Peintres et sculpteurs à Saint-Étienne et en Forez ».
- De mai à octobre 2010 : écomusée des Monts du Forez à Usson-en-Forez, exposition collective « Le paysan éternel ; C. Beauverie, L. Lhermitte, J.F. Millet et les peintres de la campagne », huit œuvres de Beauverie, dont Cueillette des pois à Auvers, Moissons à Auvers , Intérieur forézien, La Foire aux cochons à Poncins.
- Du 14 septembre au 28 décembre 2013 : Montbrison, salle héraldique de La Diana, « Charles Beauverie et Émile Noirot ».
- Du 18 janvier au 26 mars 2023 : Musée de Feurs, « Centenaire de la mort de Charles Beauverie ».